# Kebong állomás
Kebong (Gaebong) állomás a szöuli metró 1-es vonalának állomása Kuro-ku (Guro-gu) kerületben. 

## Viszonylatok
| 1-es vonal                           | 1-es vonal                                                                         | 1-es vonal                                      |
| ------------------------------------ | ---------------------------------------------------------------------------------- | ----------------------------------------------- |
| Kuil (Guil) Szojoszan (Soyosan) felé | Kjongin (Gyeongin) szakasz személyvonat Kjongvon (Gyeongwon) szakasz expresszvonat | Orju-tong (Oryu-dong) Incshon (Incheon) felé    |
| Kuro (Guro) Jongszan (Yongsan) felé  | Kjongin (Gyeongin) szakasz expresszvonat                                           | Jokkok (Yeokgok) Tongincshon (Dongincheon) felé |